# Coloneura arestor
Coloneura arestor är en stekelart som först beskrevs av Nixon 1954.  Coloneura arestor ingår i släktet Coloneura och familjen bracksteklar. Arten är reproducerande i Sverige. Inga underarter finns listade i Catalogue of Life.